# 16:9

Breedbeeldformaat (16:9)

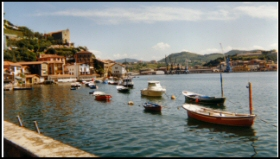
Een beeld in de 16:9-verhouding

16:9 is een bekend breedbeeldformaat. Hierbij is de beeldverhouding 16 eenheden breed en 9 eenheden hoog. Het is de breedbeeldtelevisiestandaard van hdtv.

## Beschrijving
De 4:3-standaardafmeting was waarop de stomme films werden gemaakt. SD gebruikt de 4:3 (smalbeeld-standaard), HD gebruikt de 16:9 (de breedbeeldstandaard).
Op film waar geluid en beeld werden gecombineerd, werd door de filmstandaard SMPTE de 2,40:1 gebruikt. Het beeld dat op een bioscoopscherm werd geprojecteerd was meestal de 2,40:1
Ergonomisch ligt 16:9 dicht bij de verhouding van het menselijk gezichtsveld.
De 'logica' van 16:9 kan ook wiskundig worden verantwoord, namelijk (4:3)²=16:9. Het kwadrateren van de standaardverhouding zorgt dus voor de breedbeeldverhouding. 4:3 tot de derde (4:3)³ komt weer in de buurt van de filmstandaard 2,40:1.

## Geschiedenis
De eerste televisietoestellen hadden een verhouding (aspect ratio) van 4:3, wat wil zeggen dat het televisiebeeld 4 eenheden breed en 3 eenheden hoog is. Rond 1950 werd het breedbeeldformaat voor film geïntroduceerd. Vanaf ongeveer 1992 begon Philips met breedbeeldtelevisie met een verhouding van 16:9.
Nederland stapte pas laat over op het breedbeeldformaat. Pas sinds 2007 zendt de meerderheid van de Nederlandse tv-zenders in breedbeeld uit. De publieke omroepen van België en Groot-Brittannië begonnen al veel eerder met het breedbeeldformaat. In België is zelfs een wettelijk minimum vastgesteld, ongeveer 90% tot 95% moet in breedbeeld worden uitgezonden.
Oude televisieprogramma's worden meestal nog in 4:3 uitgezonden. Vaak worden deze afgesneden aan de boven- en onderkant, of er worden zwarte balken aan de linker- en rechterkant getoond (pillarbox).

## Veelgebruikte beeldresoluties
Enkele veelgebruikte beeldresoluties voor 16:9 worden genoemd in onderstaande tabel.
| Breedte | Hoogte | Standaard   |
| ------- | ------ | ----------- |
| 640     | 360    | nHD         |
| 960     | 540    | qHD         |
| 1024    | 576    | dvd         |
| 1280    | 720    | HD          |
| 1366    | 768    | WXGA        |
| 1600    | 900    | HD+         |
| 1920    | 1080   | Full HD     |
| 2560    | 1440   | QHD         |
| 3200    | 1800   | QHD+        |
| 3840    | 2160   | 4K UHD      |
| 4096    | 2304   | Full 4K UHD |
| 5120    | 2880   | 5K UHD      |
| 7680    | 4320   | 8K UHD      |

## Galerij

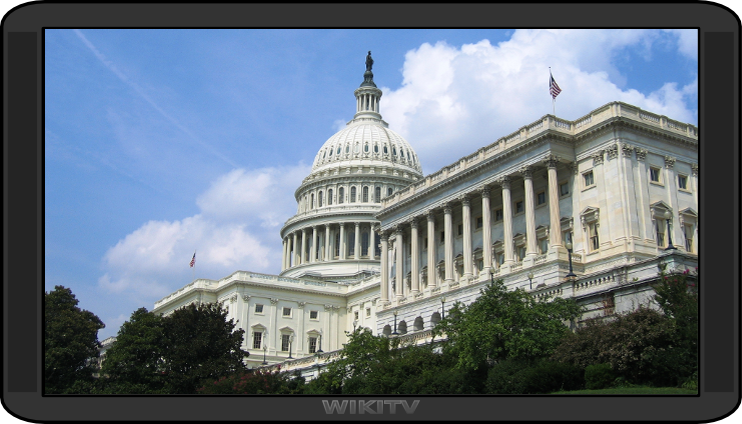
Afbeelding met een aspectratio van 16:9
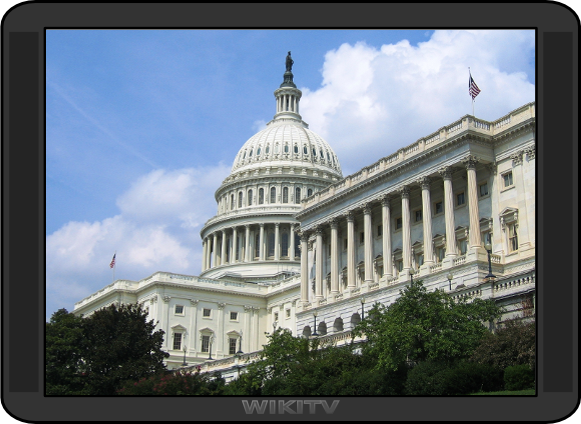
Afbeelding met een aspectratio van 4:3